# Marduk (stripfiguur)
Marduk is een personage uit de sciencefictionstripreeks Storm. Hij is de theocraat van Pandarve, een planetenstelsel rond een wit gat aan de uiterste buitengrenzen van de kosmos en de aartsrivaal van Storm.

## Biografie
Marduk werd duizenden jaren voordat Storm naar Pandarve gehaald werd, aangesteld door de godin Pandarve om haar te vertegenwoordigen, terwijl zij zich bezighoudt met het bewijzen van de laatste stelling van Fermat. Marduk zelf heeft met de ambitie om heerser over het multiversum te worden echter een eigen agenda. Hierdoor raakt zijn werkelijke taak (regelmatig een ei van Pandarve van de boom de onwetendheid te knippen zodat deze kunnen uitgroeien tot planetoïdes in het luchtbeluniversum van Pandarve) in verval. Om zijn onsterfelijkheid te behouden moet hij iedere 100 jaar een lichtbad nemen in het eeuwigheidslicht dat ontspringt op een kleine planetoïde in het luchtbeluniversum van Pandarve.
Na miljoenen jaren in de tijd gereisd te hebben wordt Storms aanwezigheid in het heelal ten tijde van Marduks heerschappij op Pandarve opgemerkt door Marduk. Met behulp van een ei van Pandarve weet Marduk Storm naar Pandarve te transporteren om gebruik te maken van diens krachten teneinde de poorten naar het multiversum te openen. Storm weet echter uit handen van Marduk en diens gardisten te blijven, waardoor Marduk genoodzaakt is tot een klopjacht op Storm waarbij ook speurhonden en huurlingen ingezet worden.

## Kenmerken
Marduk is een machtswellustige alleenheerser met een totaal gebrek aan kennis van technologie. Als heerser over de planeet Pandarve beschikt hij echter over een staf van wetenschappers. Naderhand blijkt hij toch meer te weten over technologie en wetenschap dat hij aanvankelijk liet blijken. Hij wordt geflankeerd door zijn trouwe voetveeg Visfil. Verder heeft hij een eigen lijfwacht, de theocratische garde. Deze gardisten blijken uiteindelijk ten minste voor een deel te bestaan uit androïden. Pandarve zelf geeft als antwoord op Storms onuitgesproken vraag waarom ze zo´n onbetrouwbaar individu als Marduk als theocraat aanhoudt en hem niet laat vervangen, dat ze niets beters kon krijgen.